# American Association of Petroleum Geologists
L'American Association of Petroleum Geologists (AAPG) è un'associazione professionale di geologi. Fondata nel 1917, ha sede a Tulsa, Oklahoma. Inizialmente composta quasi esclusivamente da statunitensi, è cresciuta ed espansa internazionalmente ed oggi un terzo dei suoi membri vive stabilmente fuori dagli USA.
L'AAPG, che nel 2007 contava oltre 31.000 membri, si occupa dello sviluppo delle Scienze Geologiche legate all'esplorazione ed alla produzione di idrocarburi, di promuovere nuove tecnologie, di ispirare alte condotte professionali.